# Nicolas Fauvergue
Nicolas Fauvergue (Béthune, 13 oktober 1984) is een Franse voetballer (aanvaller) die sinds 2011 voor de Franse tweedeklasser CS Sedan uitkomt. Eerder speelde hij onder meer voor Lille OSC.